# Kahina Saidi
Kahina Saidi, née le 17 mars 1984 à Bordj El Kiffan, est une judokate algérienne.

## Carrière
Kahina Saidi évolue dans la catégorie des moins de 63 kg. Elle est médaillée d'or aux Championnats d'Afrique de judo 2006, aux Jeux africains de 2007 et aux Championnats d'Afrique de judo 2010. Elle remporte la médaille d'argent aux Championnats d'Afrique de judo 2008, aux Championnats d'Afrique de judo 2011 et aux Jeux panarabes de 2011. Elle obtient le bronze aux Jeux méditerranéens de 2009, aux Jeux africains de 2011 et aux Championnats d'Afrique de judo 2012. Elle participe aussi aux Jeux olympiques d'été de 2008.